# جيمس دي كرو
جيمس دي كرو (بالإنجليزية: James Dee Crowe)‏ هو كاتب أغاني وموسيقي أمريكي، ولد في 27 أغسطس 1937 في ليكسينغتون في الولايات المتحدة.

## وصلات خارجية
- جيمس دي كرو على موقع IMDb (الإنجليزية)
- جيمس دي كرو على موقع ميوزك برينز (الإنجليزية)
- جيمس دي كرو على موقع أول ميوزيك (الإنجليزية)
- جيمس دي كرو على موقع ديسكوغز (الإنجليزية)
- جيمس دي كرو على موقع قاعدة بيانات الفيلم (الإنجليزية)